# 중화인민공화국의 국도

가장 긴 중국의 국도 노선으로 소문난 G318 국도. 해당 국도의 위치는 티베트의 취수이현이다.

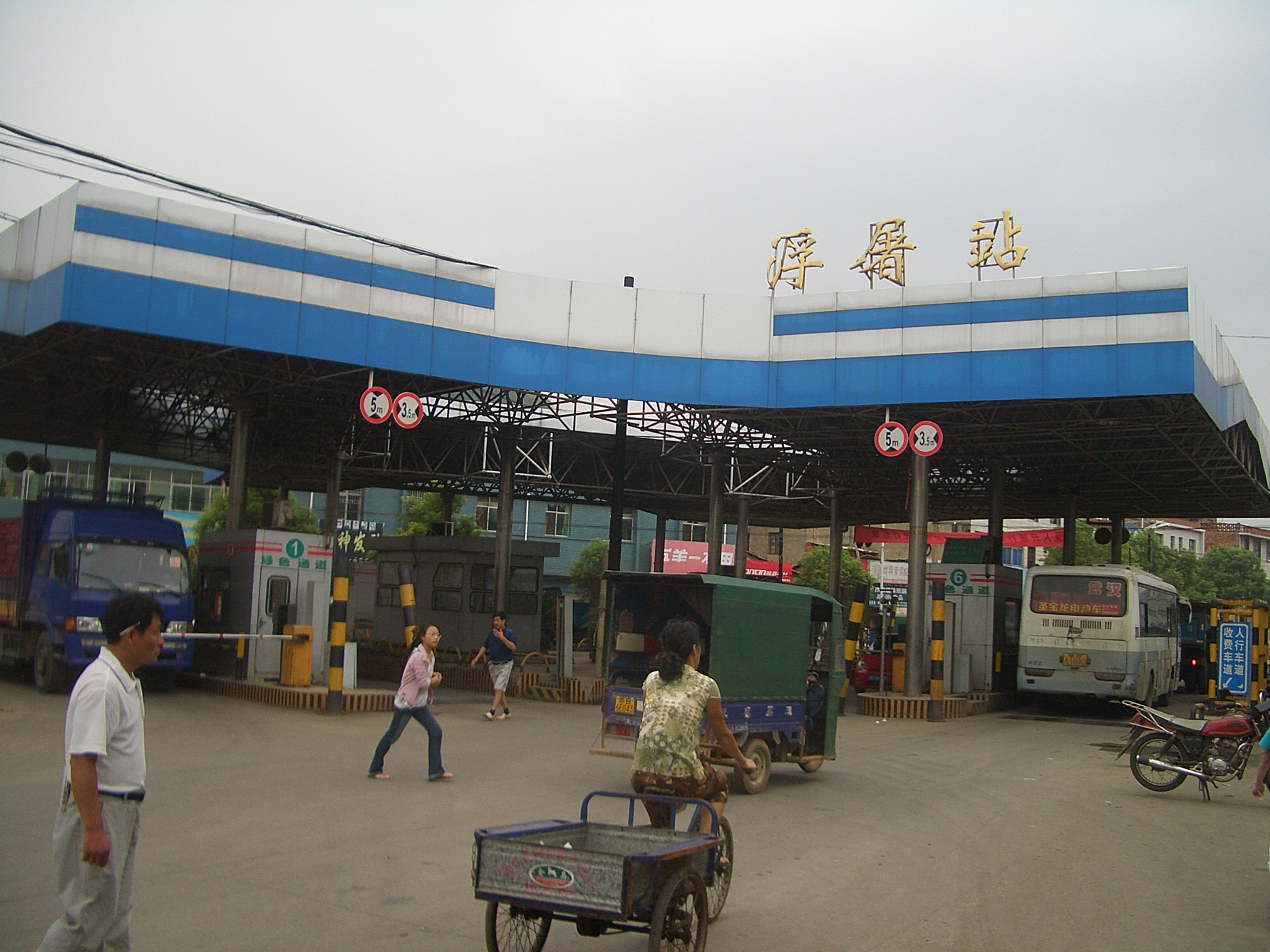
허베이성 황스시에 만들어져 있는 복합형 요금소 전경. 이 곳에서는 G106, G316 두 국도 노선이 서로 만난다.

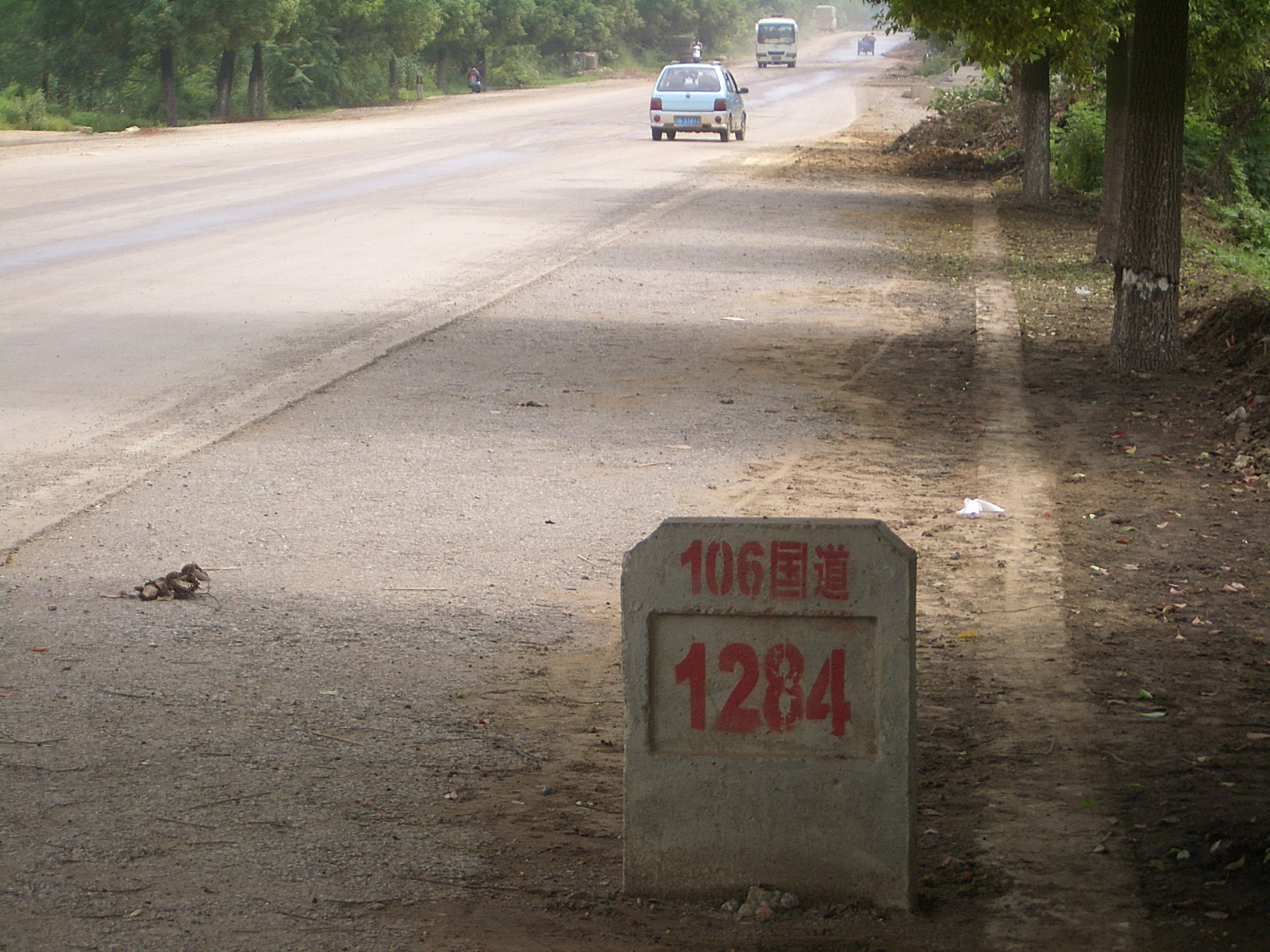
일반적인 킬로포스트 : 베이징시에서 1,284 km (798 mi) 떨어져 있으며, 이 표석은 G106 국도에 박혀 있다.

중화인민공화국의 일반 국도(중국어 간체자: 中华人民共和国国道, 정체자: 中華人民共和國國道, 병음: Zhōnghuá Rénmín Gònghéguó Guódào, CNH,  Guodao)는 중국 대륙 내에 횡단하게 되는 주요 간선 도로이다. 그러나 성격상 이 도로는 미국의 일반 국도와 비슷하게 자동차 전용도로 또는 고속도로에 준하게 되는 도로망이기도 하다. 국도의 번호 네이밍은 대체적으로 보면 보통 GXXX로 시작하게 된다. 과거에는 G000번대의 국도 번호도 있으나 이 도로는 고속도로로 승격됨과 동시에 사실상 폐지된 상태이기도 하다.

## 노선 목록
주요 국도 번호는 다음과 같지만 목록표상 번호만 기술되며, 중국 국도는 다른 나라와 달리 G가 앞에 들어온다.

### G100번대
G100번대는 주로 수도방사선을 위주로 종단하고 있는 구조를 가지고 있다.
101 102 103 104 105 106 107 108 109 110 111 112

### G200번대
G200번대는 주로 종선으로 이어주고 있다. 단, 228번 국도는 1981년 제정된 노선과 새로 조성된 노선으로 나뉘며, 226번 국도는 폐지되어 현재 해당 도로는 윈난성도 제S218호선으로 개편되었다.
201 202 203 204 205 206 207 208 209 210 211 212 213 214 215 216 217 218 219 220 221 222 223 224 225 226 227 228 228 (폐지) 229 230 231 232 233 234 235 236 237 238 239 240 241 242 243 244 245 246 247 248

### G300번대
G300번대 국도는 주로 횡선으로 연결되어 있다. 현재 313번 국도만 없어졌으며, 313번 국도는 간쑤성도 제S313호선으로 격하된 형태로 개편되었다.
301 302 303 304 305 306 307 308 309 310 311 312 313 314 315 316 317 318 319 320 321 322 323 324 325 326 327 328 329 330 331 332 333 334 335 336 337 338 339 340 341 342 343 344 345 346 347 348 349 350 351 352 353 354 355 356 357 358 359 360 361

### G500번대
G500번대의 경우 현재 501호선에서 582호선까지 존재한 것으로 드러나고 있다. 다만 명목상 인가된 노선은 있지만, 실제 개통된 도로들은 아예 없다.
501 502 503 504 505 506 507 508 509 510 511 512 513 514 515 516 517 518 519 520 521 522 523 524 525 526 527 528 529 530 531 532 533 534 535 536 537 538 539 540 541 542 543 544 545 546 547 548 549 550 551 552 553 554 555 556 557 558 459 560 561 562 563 564 565 566 567 568 569 570 571 572 573 574 575 576 577 578 579 580 581

### G000번대
G000번대의 경우 주간선 국도로 제정되었지만 전부 고속도로로 승격, 현재는 존재하지 않는다.
010 015 020 025 030 035 040 045 050 055 065 075

## 같이 보기
- 중화인민공화국의 고속도로
- 중화인민공화국의 교통
- 카라코람 하이웨이
- 아시안 하이웨이